# سيباستيانو غالياتي
سيباستيانو غالياتي (بالإيطالية: Sebastiano Galeati) هو رجل دين كاثوليكي إيطالي وُلِد في 8 فبراير 1822 في إيمولا، وتوفي في 25 يناير 1901 في رافينا. كان أسقفًا ورئيس أساقفة في الكنيسة الكاثوليكية، وعيّنه البابا ليون الثالث عشر كاردينالاً.

## حياته ومهنته
رُسم غالياني كاهنًا في 20 سبتمبر 1845. شغل منصب أسقف ريمني من 1881 حتى 1887، ثم عُيّن رئيسًا لأساقفة رافينا في 23 مايو 1887. في 16 يناير 1893، عُيّن كاردينالاً كاهنًا لكنيسة سانتا بريسكا من قبل البابا لاون الثالث عشر.
ظل يخدم كرئيس لأساقفة رافينا حتى وفاته في 25 يناير 1901.